# Giovanni Marco Rutini

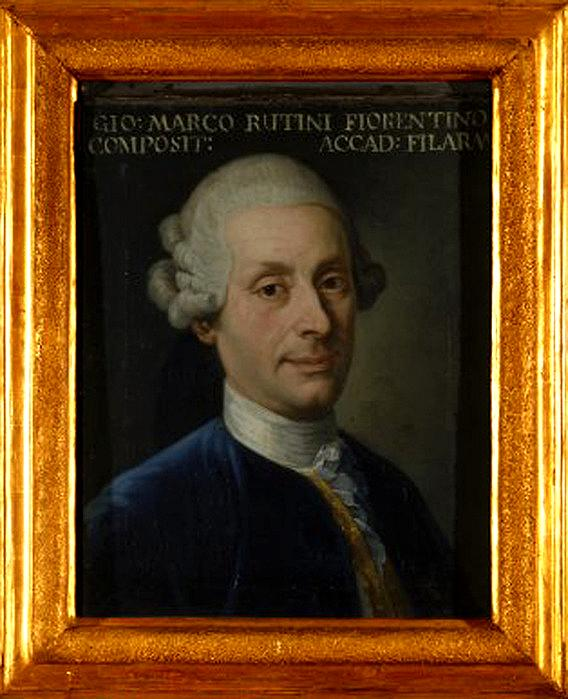
Giovanni Marco Rutini

Giovanni Marco Rutini (* 25. April 1723 in Florenz; † 22. Dezember 1797 ebenda) war ein italienischer Komponist.

## Biografie
Giovanni Marco Rutini wurde ab 1739 am Conservatorio della Pietà dei Turchini in Neapel ausgebildet, zu seinen wichtigsten Lehrern zählten Leonardo Leo und Nicola Fago sowie der Geigenlehrer Vitoantonio Pagliarulo (1698–1743). Nach dem Ende seines Studiums weilte er in Prag, wo seine Cembalosonaten op. 1 entstanden. In Prag lernte er den Opernimpresario Giovanni Battista Locatelli kennen, der seine beiden ersten Opern aufführen ließ. In der Folgezeit hielt er sich in Berlin und Dresden auf. Wieder in Prag begegnete ihm die sächsische Kurfürstin Maria Antonia Walpurgis, die 1756 den Text zu seiner Kantate Lavina a Turno verfasste. Seine erste komische Oper, Il negligente, wurde 1758 in Sankt Petersburg aufgeführt. Rutini war maestro di cembalo bei der zukünftigen Zarin Katharina II. und Kapellmeister beim Grafen Pëtr Borisovič.
Ab 1761 lebte er wieder in Florenz und komponierte mit großem Erfolg zahlreiche Opern. Gleichzeitig studierte er beim Padre Martini, mit dem er bis 1780 korrespondierte. Bereits 1762 war Rutini in die Accademia Filarmonica in Bologna aufgenommen worden. In Genua komponierte er für den künftigen Gouverneur (Dogen) der Stadt, Francesco Maria della Rovere, die Kantate Genii, gloria, virtù. Ab 1770 war Rutini maestro di capella am Hof von Modena, lebte aber weiter in Florenz, in der Erwartung, dort eine prestigeträchtigere Stelle am Hof der Medici zu erhalten. Auch für Florenz komponierte er mehrere erfolgreiche Opern und war maestro al cembalo am Teatro degli Intrepidi. In seinen letzten Lebensjahren komponierte er hauptsächlich geistliche Musik.
Neben Baldassare Galuppi trug er am meisten zum Erfolg der italienischen Oper am Zarenhof bei. Während das Opernschaffen noch nicht systematisch erforscht ist, gilt dies nicht für sein instrumentales Werk, darunter mehr als 60 Klaviersonaten, in denen er ein dreisätziges Schema bevorzugt. Wolfgang Amadeus Mozart kannte die Sonaten Rutinis, wie ein Schreiben von Leopold Mozart von August 1771 belegt. Sein Einfluss auf Mozarts Sonatenschaffen bleibt jedoch bis auf einige sich gleichende Elemente gering.
Sein Sohn Ferdinando Rutini (1763–1827) war ebenfalls ein geschätzter Opernkomponist.

## Opern
- Alessandro nell’Indie (Libretto von Pietro Metastasio, 1750, Prag)
- Semiramide riconosciuta (Pietro Metastasio, 1752, Prag; Neufassung 1780)
- Il retiro degli dei (Libretto von Giovanni Battista Locatelli, 1757, Sankt Petersburg)
- Il negligente (Libretto von Carlo Goldoni, 1758, Sankt Petersburg)
- Il caffè di campagna (Libretto von Pietro Chiari, 1762, Bologna)
- I matrimoni in maschera (Gli sposi in maschera; Il tutore burlato) (Libretto von F. Casorri, 1763, Cremona)
- Ezio (Pietro Metastasio, 1763, Florenz)
- L’olandese in Italia (Libretto von N. Tassoi, 1765, Florenz)
- L’amore industrioso (Libretto von G. Casorri, 1765, Venedig)
- Il contadino incivilito (Libretto von O. Goretti, 1766, Florenz)
- Le contese domestiche (Le contese deluse) (Intermezzo, 1766, Florenz)
- L’amor tra l’armi (Libretto von N. Tassi, 1768, Siena)
- Faloppa mercante (Gli sponsali di Faloppa) (1769, Florenz)
- La Nitteti (Pietro Metastasio, 1770, Modena)
- L’amor per rigiro (Libretto von N. Tassi, 1773, Florenz)
- Vologeso, re de’ Parti (Libretto von Apostolo Zeno, 1775, Florenz)
- Sicotencal (Libretto von C. Olivieri, 1776, Turin)
- Il finto amante (1776, Pistoia)
- Gli stravaganti

## Musik für Tasteninstrumente
- Concerto per clavicembalo, violino e basso continuo
- 6 sonate per clavicembalo op. 1 (1748)
- 6 sonate per clavicembalo op. 2 (1754)
- 6 sonate per clavicembalo op. 3 (1756)
- 6 sonate per clavicembalo op. 5 (1758)
- 6 sonate per clavicembalo op. 6 (1759)
- 6 sonate per clavicembalo op. 6bis (1762)
- 6 sonate per clavicembalo op. 7 (1770)
- 6 sonate per clavicembalo op. 8 (1774)
- 6 sonate per clavicembalo op. 9 (1774)
- 6 sonate per clavicembalo op. 10 (1776)
- 6 sonate per clavicembalo op. 11 (1778)
- 6 sonate per clavicembalo op. 12 (1780)
- 6 sonate per clavicembalo op. 13 (1782)
- 3 sonate per clavicembalo op. 14 (1786)
- 12 Divertimenti facili e brevi per clavicembalo zu vier Händen op. 18 (1793)
- Rondò per fortepiano solo (o con accompagnamento orchestrale) op. 19 (1797)